# Kasba (ort)
Kasba är en ort i Indien.   Den ligger i distriktet Purnia och delstaten Bihar, i den östra delen av landet, 1 100 km öster om huvudstaden New Delhi. Kasba ligger 47 meter över havet och antalet invånare är 26 937.
Terrängen runt Kasba är mycket platt. Runt Kasba är det tätbefolkat, med 530 invånare per kvadratkilometer. Närmaste större samhälle är Purnia, 10,7 km sydväst om Kasba. Trakten runt Kasba består till största delen av jordbruksmark.